# Pravoslavný chrám svatého Cyrila a Metoděje (Kroměříž)
Pravoslavný chrám sv. Cyrila a Metoděje je církevní stavba pravoslavné církve, který byl otevřen v roce 1948 na okraji města Kroměříž, v současnosti na sídlišti Slovan na adrese Slovanské náměstí 1151/3 mezi Knihovnou kroměřížska a parkem s fontánou s plastikou Vincence Vinglera Ptáci.

## Historie
Jedná se stavbu v byzantském stylu, postavenou v letech 1946–1948 archimandritou Vsevolodem Kolomackým jako památník padlým ve 2. světové válce
a zároveň jako upomínka na vladyku pravoslavné církve Matěje Pavlíka, který byl popraven v roce 1942 za napomáhání parašutistům účastnícím se atentátu na Reinharda Heydricha.
Matěj Pavlík v Kroměříži nejen studoval v katolickém arcibiskupském konviktu (dnes Arcibiskupské gymnázium), ale i v letech 1906–1920 vykonával pastoraci v kostele svatého Cyrila a Metoděje v ústavu pro choromyslné.
Dne 4. července 1948 byl za hojné účasti lidu, poutníků a domácích i zahraničních duchovních chrám vysvěcen otcem Čestmírem Kráčmarem.

## Galerie

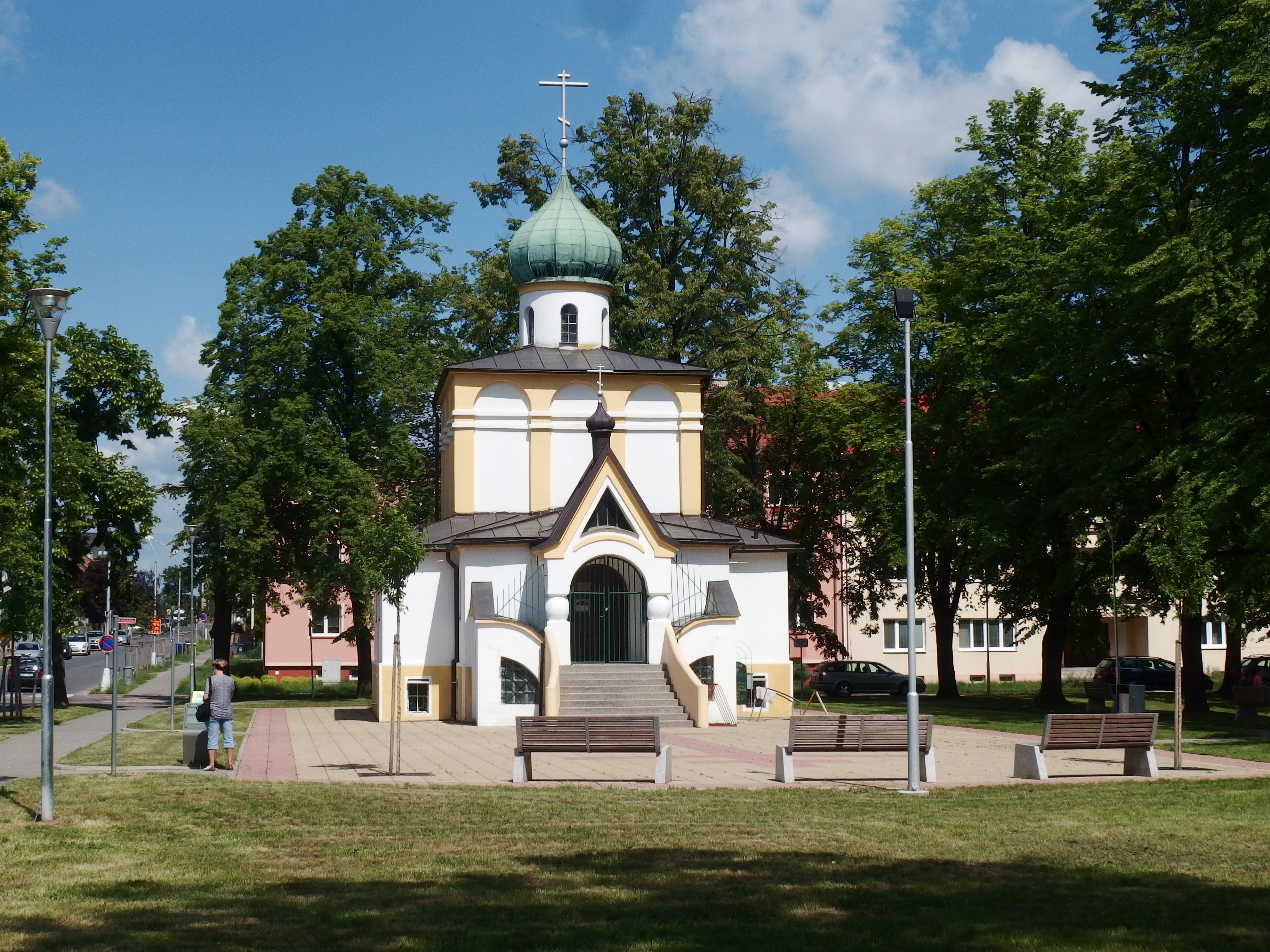
Celkový pohled
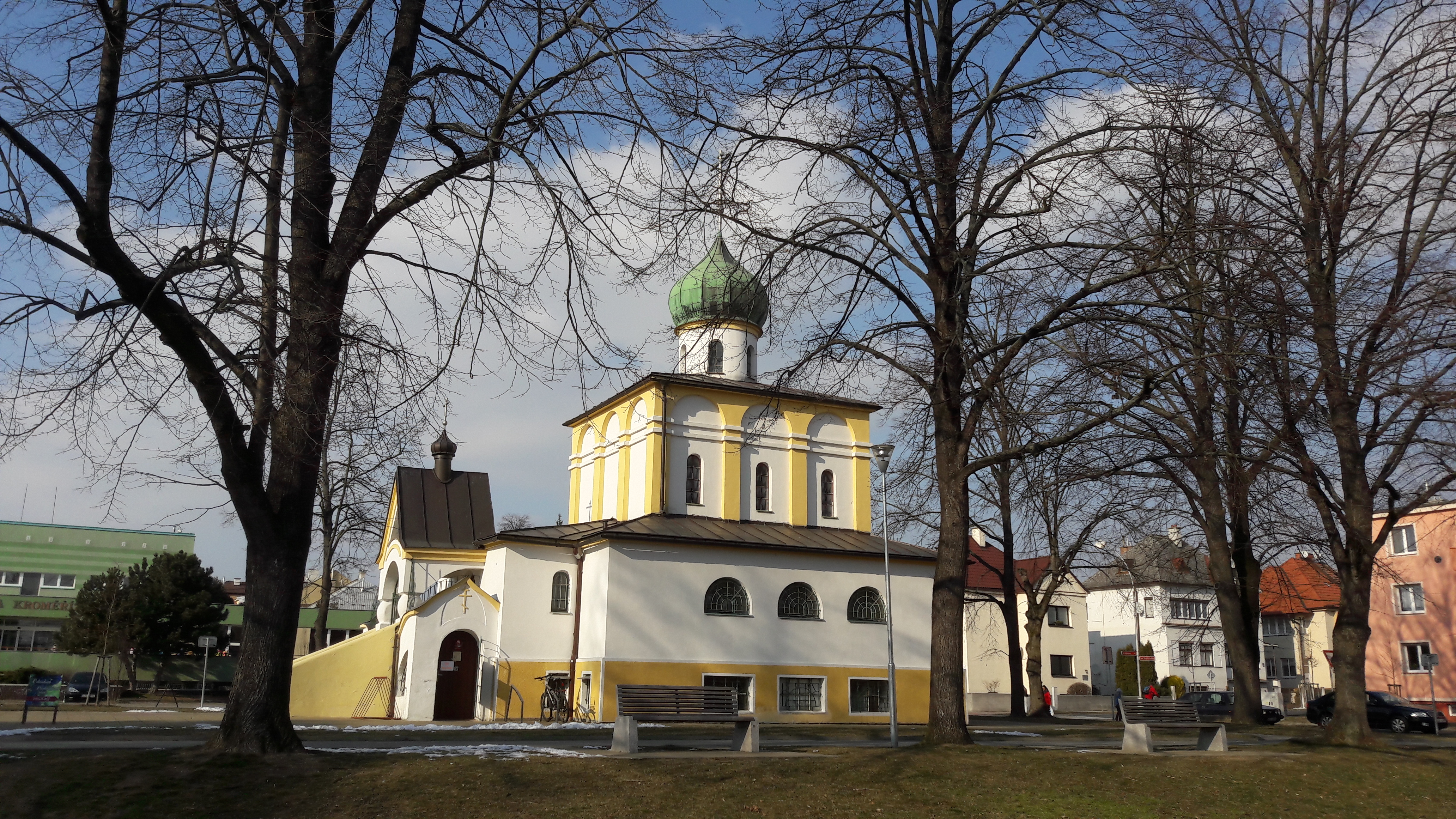
Pohled od sídliště Slovan
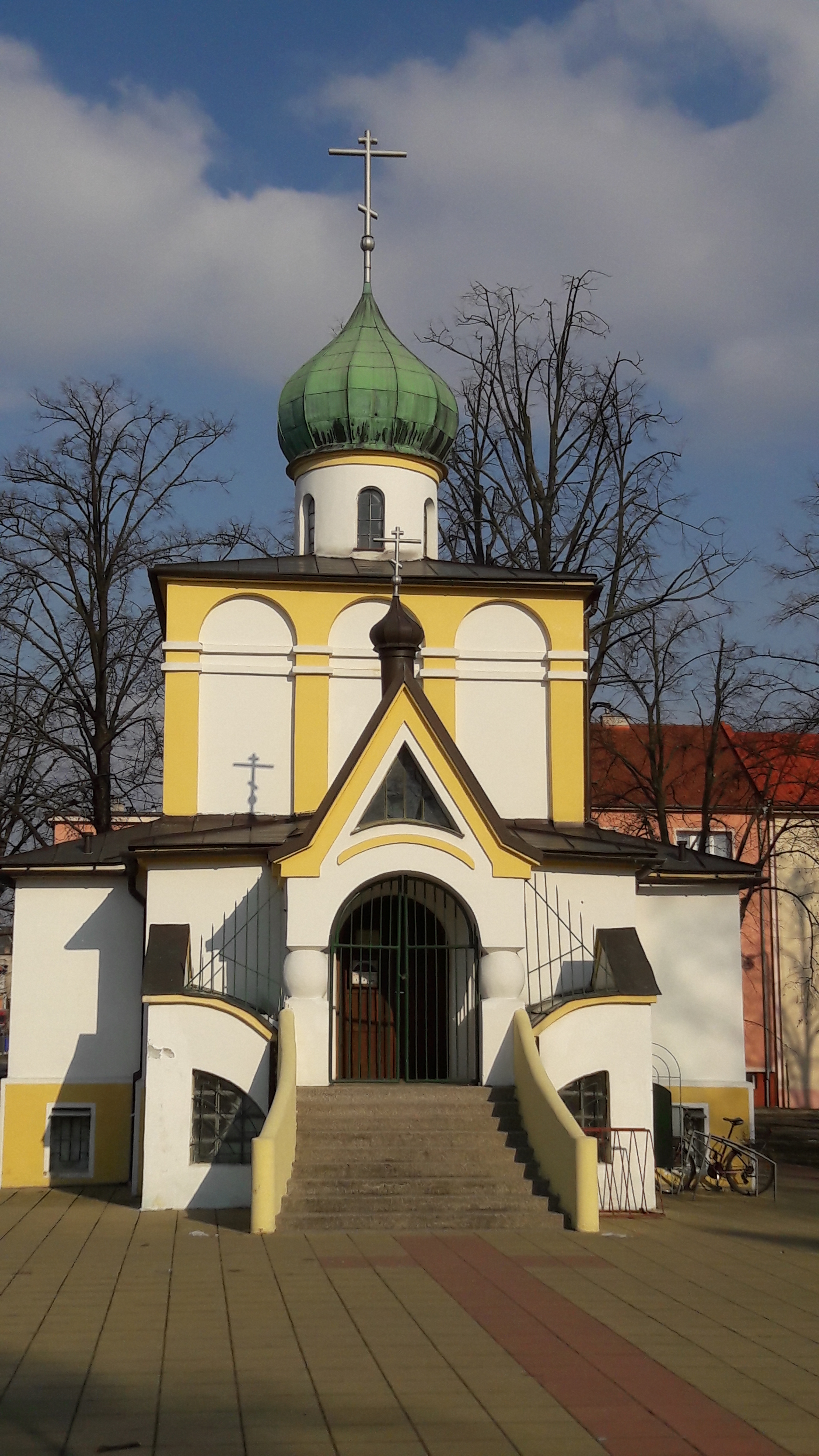
Vchod do chrámu
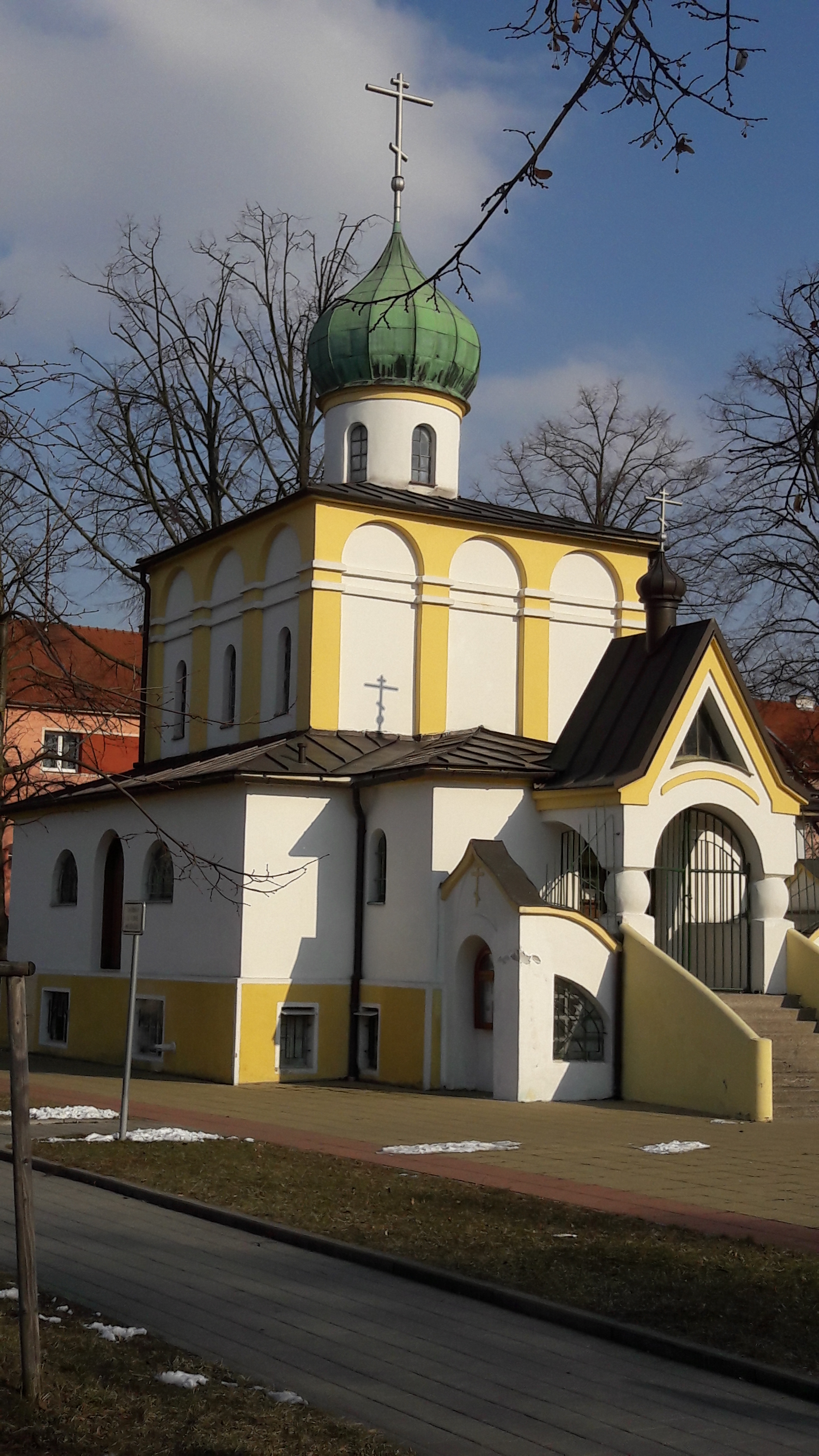
Boční detailní pohled
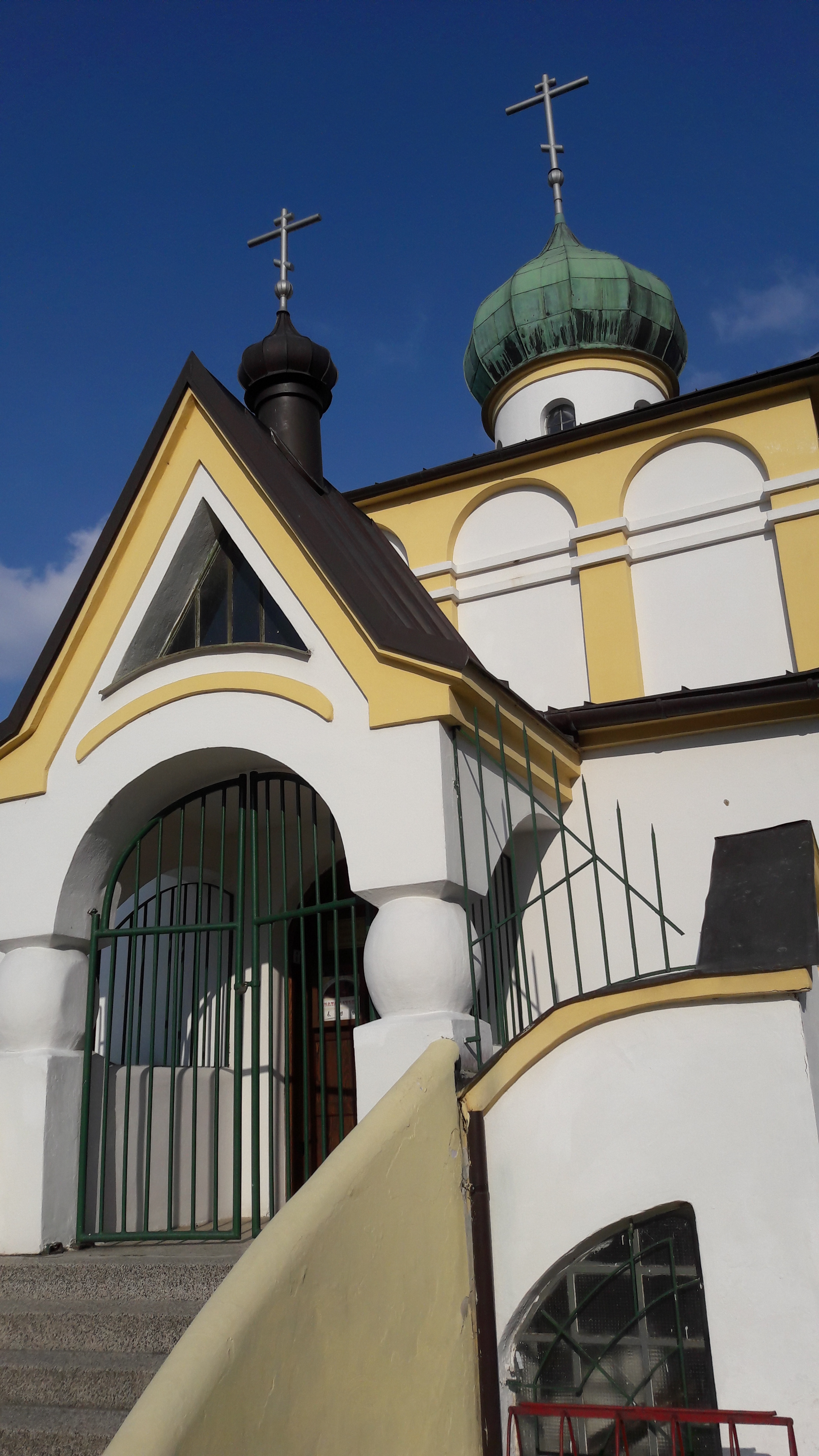
Detail vchodu